# Apocryptodon
Apocryptodon là một chi cá bống tượng có xuất xứ từ Ấn Độ Dương và vùng Tây Thái Bình Dương.

## Các loài
Hiện tại có 3 loài được ghi nhận trong chi này:
- Apocryptodon madurensis ( Bleeker, 1849) (cá bống tượng Madura)
- Apocryptodon punctatus Tomiyama, 1934
- Apocryptodon wirzi Koumans, 1937 (cá bống tượng Wirz) [2]